# Julius Jeppe

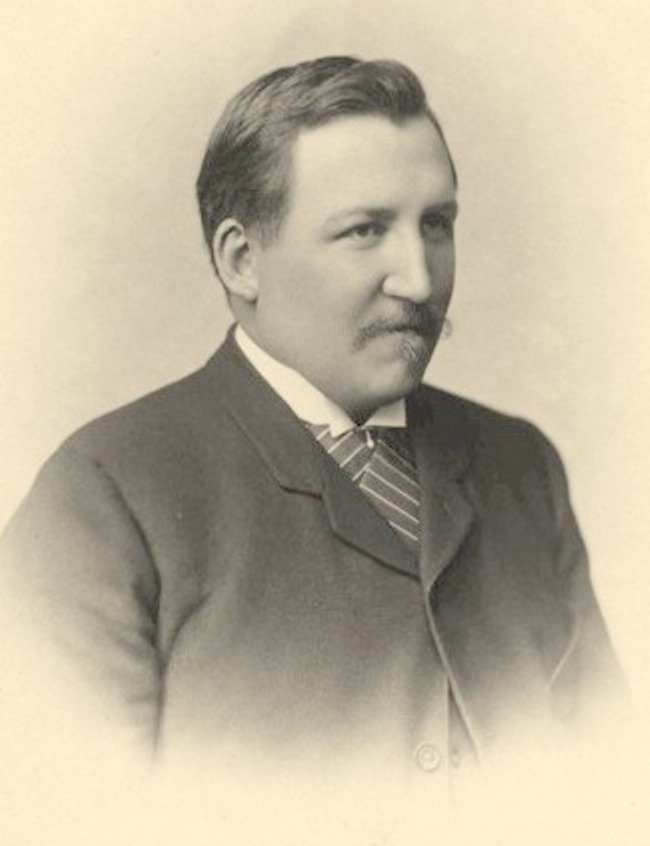
Julius Jeppe Jr. 1890 in Dresden

Sir Julius Gottlieb Ferdinand Jeppe (* 19. Juli 1859 in Bützow; † 2. September 1929 in London) war ein deutschstämmiger Bergbau- und Immobilienunternehmer sowie Mäzen in Südafrika.

## Leben
Julius Jeppe Jr. wurde als zweiter Sohn des Rostocker Händlers und späterer Inhaber der Landwirtschaftlichen Maschinenbauanstalt und Eisengießerei zu Bützow Christian Ernst Gottlieb Julius Jeppe sen. (1821–1893) und dessen Frau Barbara, geb. Fritsch (1836–1894) in der Bahnhofstraße 35 in Bützow geboren. Sein Großvater war der Rostocker Samenhandelshaus Besitzer und Ökonomierat Carl Friedrich Wilhelm Jeppe (1792–1852), der auch als Berater für wirtschaftliche Fragen des Großherzogs von Mecklenburg-Schwerin tätig war.
Michaelis 1866 folgte Jeppes Einschulung im Realgymnasium zu Bützow, dieses verließ er im April 1870 durch die Auswanderung der Familie über England nach Transvaal. Weitere Schulbildung erhielt Jeppe dann in Pretoria, wo er auch aufwuchs.
Als junger Mann nahm Jeppe am Sekhukhune-Krieg um 1877 teil. Seine ersten beruflichen Schritte unternahm er als Mitarbeiter der Firma Schiffman & Company in Pretoria, wo ihm schließlich der Aufstieg bis in die Managementebene gelang.
Als am Witwatersrand die ersten Goldfunde durch Europäer gemacht wurden, begann sein Vater Julius sen. mit den beiden Söhnen Carl Jeppe und Julius Jr. in der Region Johannesburg mit Erkundungsarbeiten und Baulandentwicklungen. Die Jeppes kontrollierten mit ihrem Syndikat große Landflächen, die als „Randjeslaagte“ bezeichnet wurden. Nachdem die Areale für den Bergbau als abbauunwürdig erkannt wurden, entwickelten sie darauf städtisches Siedlungsland. Bruder Carl, ein Rechtsanwalt, war bei Lewis Peter Ford angestellt, der während der kurzen britischen Annexion (1877–1881) eine Zeit lang Generalstaatsanwalt der Republik unter Shepstone war. Die Jeppe’s taten sich mit dem Rechtsanwalt L. P. Ford zusammen. Sie gründeten die Firma Ford & Jeppe Estate Company, Hauptgesellschafter waren die Jeppes. 1886 verlegten die Partner ihr Rechts- und Grundstücksgeschäft nach Johannesburg, die später unter der Bezeichnung Johannesburg Township Company (deutsch etwa: Johannesburg-Vorstadt-Kompanie) größere Bekanntheit erlangte. Aus deren Immobilienentwicklungsaktivitäten entstanden die ältesten Vororte von Johannesburg, Fordsburg (1888) und Jeppestown (1889), heute zentrumsnahen Stadtteile.
Neben seinen vielseitigen unternehmerischen Aktivitäten betätigte er sich in kommunalpolitischen Zusammenhängen. Seit 1889 als Mitglied in den Johannesburger Stadtrat gewählt, konnte er sich kommunalwirtschaftlichen Fragen auf dem Gebiet der Daseinsvorsorge widmen. Als Mitglied im Verwaltungsrat der Behörde Rand Water Board war er an der Entwicklung der Johannesburger Wasserversorgung führend beteiligt. Ferner wirkte Jeppe im Sanitary Board of Johannesburg und Johannesburg Hospital Board. Zudem hatte er einen Sitz im Verwaltungsrat der Witwatersrand Chamber of Mines inne, zu deren Gründungsmitgliedern er auch gehörte.
Während des Zweiten Burenkriegs war Julius Jeppe Jr. der Vorsitzende des Transvaal Red Cross. In seinen späten Lebensjahren wirkte Jeppe mit Abe Bailey zusammen, einem führenden Bergbauunternehmer im Diamantengeschäft, der Vorläufer des Konzerns De Beers. Als Partner traten sie seit 1905 zusammen mit der Witwatersrand Township Estate and Finance Corporation auf.
Ab 1919 nannte sich das Unternehmen South African Townships, Mining and Finance Corporation und Jeppe leitete es bis zu seinem Tod.

## Familie
Im Jahre 1891 heiratete er Grace Cowen. Das Ehepaar hatte drei Söhne und zwei Töchter.

## Ehrungen
- Johannesburg: Jeppe High School for Girls und Jeppe High School for Boys, beide im Stadtteil Kensington
- Pretoria: Julius Jeppe Street im Stadtteil Waterkloof
- 1922, Ritterschlag zum Knight Bachelor („Sir“) für seine verdienstvolle Rolle bei der Entwicklung von Johannesburg[2][1]